# 沃爾加 (印第安納州)
沃爾加（英語：Volga）是位於美國印第安納州傑佛遜縣的一個非建制地區。該地的面積和人口皆未知。